# FC 바르셀로나 바스케트

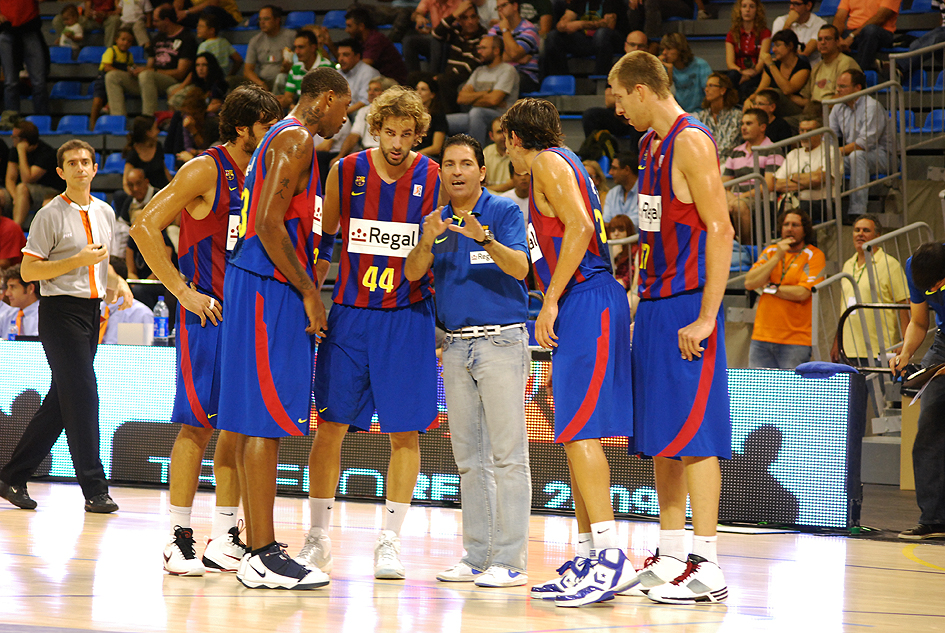

FC 바르셀로나 바스케트(FC Barcelona Bàsquet)는 스페인 바르셀로나를 연고로 하는 프로농구단이다.

## 같이 보기
- FC 바르셀로나